# アーリントン (アイオワ州)
アーリントン（Arlington）は、アメリカ合衆国アイオワ州のファイエット郡にある都市。人口は490人（2000年）である。

## 地理

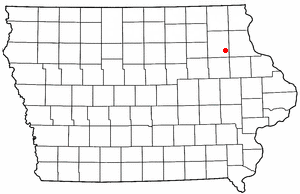
アイオワ州内の位置

アーリントンは、北緯42度45分05秒 西経91度40分16秒 / 北緯42.75139度 西経91.67111度に位置している。
アメリカ合衆国統計局によると、この都市は総面積2.7 km2 (1.0 mi2) である。このうち2.7 km2 (1.0 mi2) が陸地で水地域は存在しない。

## 人口動静
2000年国勢調査で、この都市は人口490人、212世帯、及び140家族が暮らしている。人口密度は180.2/km2 (467.4/mi2) である。84.6/km2 (219.4/mi2) の平均的な密度に230軒の住宅が建っている。この都市の人種的な構成は白人99.39%、アフリカン・アメリカン0.00%、先住民0.41%、アジア0.20%、太平洋諸島系0.00%、その他の人種0.00%、及び混血0.00%である。ここの人口の0.00%はヒスパニックまたはラテン系である。
212世帯のうち、25.9%が18歳未満の子供と一緒に生活しており、52.4%は夫婦で生活している。9.4%は未婚の女性が世帯主であり、33.5%は家族以外の住人と同居している。30.2%は独身の居住者が住んでおり、17.5%は65歳以上で独身である。1世帯の平均人数は2.31人であり、結婚している家庭の場合は、2.87人である。
この都市内の住民は25.9%が18歳未満の未成年、18歳以上24歳以下が5.3%、25歳以上44歳以下が22.4%、45歳以上64歳以下が24.7%、及び65歳以上が21.6%にわたっている。中央値年齢は43歳である。女性100人ごとに対して男性は83.5人である。18歳以上の女性100人ごとに対して男性は83.3人である。
この都市の世帯ごとの平均的な収入は30,357米ドルであり、家族ごとの平均的な収入は37,083米ドルである。男性は25,938米ドルに対して女性は17,031米ドルの平均的な収入がある。この都市の一人当たりの収入 (per capita income) は14,643米ドルである。人口の14.9%及び家族の11.9%は貧困線以下である。全人口のうち18歳未満の24.6%及び65歳以上の12.5%は貧困線以下の生活を送っている。